# Macowania pulvinaris
Macowania pulvinaris là một loài thực vật có hoa trong họ Cúc. Loài này được N.E.Br. mô tả khoa học đầu tiên.